# Tsjernogorovskcultuur
De Tsjernogorovsk- (900-750 v.Chr.) en Novotsjerkasskcultuur (750-650 v.Chr.) zijn steppeculturen uit de vroege ijzertijd in Oekraïne en Rusland, tussen de Proet en de Beneden-Don aan de noordelijke kust van de Zwarte Zee.
Het zijn pre-Scythische culturen, die in verband worden gebracht met de Cimmeriërs. Er zijn duidelijke culturele verbanden met gelijktijdige culturen in Centraal-Azië en Zuid-Siberië, gekoppeld aan een golf van nomaden uit de oostelijke steppezone die in ongeveer de 9e eeuw v.Chr. in de noordelijke regio van de Zwarte Zee verscheen.
In 1971 werden meerdere graven in de Vysokaja Mogila koergan in de Beneden-Dnjepr-vlakte opgegraven. Graf nr. 5 werd gedateerd tot de late Tsjernogorovsk-periode, graf nr. 2 tot de vroege Novotsjerkassk-periode.
De Novotsjerkasskcultuur was verspreid over een groter gebied, tussen Donau en Wolga.
Uit de graven wordt duidelijk dat het ruiterschap een belangrijke rol speelde in hun cultuur. De bevolking hield zich vooral bezig met nomadische veeteelt. Er wordt verondersteld dat er strijd was met de stammen van de Kobancultuur van de noordelijke Kaukasus.
De Tsjernogorovskcultuur wordt gezien als de oorsprong van de zogenaamde Thraco-Cimmerische vondsten in Centraal-Europa.